# ميريتي باتيت
ميريتي باتيت (من مواليد 19 مارس 1973) هي قانونية وسياسية إسبانية، عضو في حزب كاتالونيا الاشتراكي، وتشغل حاليًا منصب رئيس مجلس النواب. قبل ذلك شغلت منصب وزيرة السياسة الإقليمية والخدمة المدنية في حكومة إسبانيا بين يونيو 2018 ومايو 2019.
أستاذة القانون الدستوري في جامعة بومبيو فابرا، كانت عضوًا في المجموعة البرلمانية الاشتراكية في الفترات الثامنة والتاسعة والعاشرة والحادية عشرة والثانية عشرة والثالثة عشرة والرابعة عشرة من مجلس النواب.